# ميشيل كوفمان
ميشيل كوفمان (بالإنجليزية: Michelle Kaufman)‏ هي كاتبة العمود وصحفية أمريكية، ولدت في 1965.